# Gallargues-le-Montueux
Gallargues-le-Montueux é uma comuna francesa na região administrativa de Occitânia, no departamento de Gard. Estende-se por uma área de 10,89 km². Em 2010 a comuna tinha 3 759 habitantes (densidade: 345,2 hab./km²).